# Холдинговая компания
Хо́лдинговая компа́ния (от англ. holding company «владеющая компания») — юридическое лицо, владеющее контрольными пакетами акций других компаний и которое осуществляет посредством этого общее руководство данными компаниями. При этом понятие «контрольный пакет» может толковаться расширенно — означая любую форму участия в капитале предприятия, позволяющую управлять его органами управления.
Обычно подразумевается, что деятельность холдинговой компании почти исчерпывается владением акциями дочерних компаний и управлением этими компаниями. В России пакет акций как контрольный расценивается от 20 %, в США — не более 20 %, а зачастую 5—10 %, Великобритании — от 80 %.
Контроль может осуществляться непосредственно либо опосредованно, когда материнское общество контролирует другое (дочернее) хозяйственное общество, которое, в свою очередь, контролирует третье, дочернее по отношению к нему, хозяйственное общество и т. д. Хотя в российском законодательстве оба общества рассматриваются по отношению к холдинговой компании как дочерние, в экономической литературе иногда используется термин «внучатое общество» для определения такого, опосредованного, контроля.